# Frauen in Ravensbrück
Frauen in Ravensbrück ist ein Dokumentarfilm des DEFA-Studios für Wochenschau und Dokumentarfilme von Renate Drescher und Joop Huisken aus dem Jahr 1968.

## Handlung
Der Blick über den See am ehemaligen Konzentrationslager Ravensbrück lässt nicht erkennen, dass sich hier vor 25 bis 30 Jahren ein Stück der Hölle befand. Es war das einzige Lager im nationalsozialistischen Deutschland, in dem nur Frauen und Kinder inhaftiert, getötet und verbrannt wurden. Der Plan, dass Zeugen nicht überleben und weitere Beweise der Unmenschlichkeiten keinen Bestand haben werden, ist nicht aufgegangen. Der Fall wird nicht früher aufgegeben, bis auch die letzten Mittäter zur Verantwortung gezogen wurden.
Der Film beginnt mit einem Blick auf ein Modell des Konzentrationslagers, welches sich in dem in den 1950er Jahren aufgebauten Museum befindet, das im ehemaligen Zellengefängnis untergebracht ist. Die Führung der Gruppe, die vorwiegend aus Jugendlichen besteht, hat eine Frau übernommen, die selbst ein ehemaliger Häftling in Ravensbrück war. Das Modell zeigt das komplette Lager, welches fast ausschließlich von Häftlingen erbaut wurde. Dazu gehörten die Baracken, Verwaltungsgebäude, die SS-Wohnsiedlung und die zum Objekt gehörenden Straßen. Auch das Siemens-Werksgelände mit 20 Arbeitsbaracken, in denen 3000 Frauen, unter ihnen Kinder ab einem Alter von 12 Jahren, arbeiten mussten, wurde durch die Häftlinge errichtet. Hier wurden vorrangig Instrumente für die Flugzeugindustrie und für die V-Waffen hergestellt. Auch für andere Rüstungsbetriebe wurden die Frauen aus Ravensbrück zur Verfügung gestellt. Weiterhin wurden auf dem Modell die Standorte des Erschießungsganges, in dem jeweils am Dienstag und am Freitag Frauen erschossen wurden, die beiden außerhalb des Lagers errichteten Gaskammern sowie das gleich daneben liegende Krematorium gezeigt. Da sich die Zahl der Verbrennungen immer weiter erhöhte und die Entsorgung der Asche immer schwieriger wurde, begann man damit, den anliegenden Schwedtsee damit zu füllen. Im Anschluss an diese Einführung begleitet die Kamera die Besuchergruppe auf dem Weg durch das Museum.
Frau Marga Jung, ehemaliger Ravensbrück-Häftling mit der Nummer 9944, berichtet über ihre Haftzeit: Appell hieß vor dem Block in 10er-Reihen antreten, teilweise stundenlang und bei jeder Witterung, auf Kinder und alte Frauen wurde dabei keine Rücksicht genommen. Jeder Morgen begann auch mit der Angst, ins Kommandantur-Gebäude gerufen zu werden, denn das hieß nie etwas Gutes. Große Angst hatten die Gefangenen auch vor der SS, ihren Schlägen und den Hunden. Schwer lastete auch das Heimweh auf den Frauen, die Sehnsucht nach dem Mann und nach den Kindern hatten. Die deutschen Frauen waren die ersten, die hier inhaftiert wurden, später kamen Frauen aus ganz Europa hinzu. Besonders unter den Antifaschistinnen entwickelten sich Freundschaften im gemeinsamen Kampf gegen die SS, die zum Teil noch zum Zeitpunkt der Dreharbeiten bestanden.
Zu historischen Filmaufnahmen erklärte der Sprecher, dass Frauen und Mädchen aus 23 europäischen Ländern nach Ravensbrück kamen. Für viele von ihnen war das aber nur eine Durchgangsstation, denn die Jüdinnen und sogenannte Zigeunerinnen fuhren weiter in die Vernichtungslager Auschwitz und Lublin. Den gleichen Weg nahmen auch die arbeitsunfähigen Frauen. Von 132.000 Frauen und Kindern, die in Ravensbrück eingeliefert wurden, wurden 92.000 vernichtet, was eine weitaus höhere Quote als in den Männerlagern bedeutete.
Weitere ehemalige Häftlinge kommen in dem Film zu Wort, so Nina Gusjewa, eine Schulrätin aus der Sowjetunion. Im Krieg verlor sie ihren Mann und ihren Sohn, sie selbst ging zu den Partisanen, weshalb sie von den deutschen Besatzern verhaftet wurde. Als sie ins Lager Ravensbrück kam, sah sie ihre wichtigste Aufgabe darin, den Menschen zu helfen, am Leben zu bleiben. Sie war Mitglied der illegalen Widerstandsorganisation und erinnert sich noch gern daran, wie sie 1944 die Feierlichkeiten zum Todestag von Wladimir Iljitsch Lenin begingen. Auch erwähnt sie, dass eine besondere Fürsorge den Kindern des Lagers galt. Die polnische Ärztin Dr. Maria Kusneczuk berichtete über ein Erlebnis im Konzentrationslager, was sie bis heute beeinflusst: Mit Gewalt wurde sie in das Lagerkrankenhaus gebracht, wo ihr eine Spritze injiziert wurde, nach der sie das Bewusstsein verlor. Nun folgte eine Operation, bei der ihr ein Bein verstümmelt wurde. Sie war zu diesem Zeitpunkt 22 Jahre alt und gesund. Die belgische Lehrerin Rita Guidon ist zu Weihnachten 1942 in Ravensbrück angekommen und wurde im Juni 1943 auserwählt, bei Siemens in 12-Stundenschichten zu arbeiten. Die Auswahl wurde von Siemens-Mitarbeitern und SS-Männern durchgeführt. Dann schilderte die Belgierin noch, wie ein Arbeitstag bei Siemens ablief und wie gefährlich ihre Tätigkeit dort war. Wenn sie heute auf ihrem Weg durch Brüssel an dem großen Siemenswerk vorbeikommt, muss sie immer noch an die Grausamkeiten des Konzentrationslagers denken und es überkommt sie ein Gefühl von Traurigkeit und Abscheu.
Bilder von der Befreiung des Konzentrationslagers Ravensbrück durch die Rote Armee bilden den Abschluss des Rundgangs durch das Museum. Nun spricht die Französin Renée Mirande-Laval, die gleich nach ihrer Heimkehr 1945 nach Paris mit Gleichgesinnten den Verband Freundschaft von Ravensbrück gründete. Später wurde daraus das Internationale Ravensbrück-Komitee, dessen erste Präsidentin sie wurde. Die Mitglieder dieses Komitees haben sich geschworen, an ihre Kinder die gesammelten Erfahrungen weiterzugeben. Sie sollen zwar nicht damit belastet werden, aber sie sollen es wissen, damit sie sich dagegen schützen können. Der einzige Sinn der Vereinigung ist, die Jugendlichen zu alarmieren, sich der Wiedergeburt und des Weiterbestehens des Faschismus zu widersetzen. Die letzten Bilder des Films zeigen ein Wiedersehen ehemaliger Häftlinge auf dem Gelände der Mahn- und Gedenkstätte Ravensbrück.

## Produktion und Veröffentlichung
Die begleitenden Texte für den Film verfasste der Schriftsteller Günter Kunert. Mehrere historische Filmsequenzen zeigen den Weg, der zur Barbarei während der Zeit des Nationalsozialismus führte.
Die Premiere des im Auftrag der Nationalen Mahn- und Gedenkstätten der DDR entstandenen Films fand am 1. August 1968 im Beisein ehemaliger Häftlinge aus der Sowjetunion, aus Belgien und der DDR im Kinosaal des KZ Ravensbrück statt. Am Schluss der feierlichen Veranstaltung wurde der Film dem Kollektiv der Nationalen Gedenkstätte für weitere Aufführungen übergeben.

## Kritik
Paul Gabriel äußert sich im Neuen Deutschland besonders lobend über die Konsequenz der Filmemacher, den Film mit dem Ziel darzustellen, das Denken und Fühlen der heutigen Jugend zu bewegen. Weiterhin fand der Film hohe Anerkennung bei dem sachverständigen und deshalb besonders kritischen Publikum der Premiere, den Frauen der Arbeitsgemeinschaft ehemaliger Ravensbrückerinnen.